# Sapoba aureus
Sapoba aureus är en insektsart som beskrevs av Rauno E. Linnavuori 1969. Sapoba aureus ingår i släktet Sapoba och familjen dvärgstritar. Inga underarter finns listade i Catalogue of Life.